# Edinson Cavani
Artikeln följer den spanska namnseden; faderns efternamn är Cavani och moderns efternamn Gómez.
Edinson Roberto Cavani Gómez, född 14 februari 1987 i Salto, är en uruguayansk fotbollsspelare som spelar för Boca Juniors. Han har även spelat över 136 landskamper för Uruguays landslag. Han har tidigare representerat bland annat Palermo, Napoli, Paris Saint-Germain, Manchester United och Valencia.
Cavani var med sina 200 mål för Paris Saint-Germain klubbens bästa målgörare genom tiderna fram till Kylian Mbappé gick om honom.

## Klubbkarriär

### Danubio
Cavani flyttade från Salto till Uruguays huvudstad Montevideo när han var 12 år, och började då spela med ungdomslaget i Danubio. Han debuterade för A-laget 2006, samma år som laget vann Apertura i Uruguays högstaserie. Han spelade en säsong för Danubio innan ett antal europeiska lag visade intresse för den unge uruguayanen, bland annat Juventus och AC Milan.

### Palermo
Den 31 januari 2007 blev det officiellt att Cavani skulle spela för den sicilianska klubben Palermo. Cavani debuterade i Palermo den 11 mars samma år, och kom att bli en av Palermos främsta målskyttar under de kommande tre säsongerna. Tack vare sina framgångar blev Cavani ordinarie i landslaget, och när han spelade en viktig roll i samband med att Uruguay slutade fyra i VM 2010, väcktes intressen från flera andra klubbar.

### Napoli

#### 2010–2011
Efter att VM 2010 avslutats lånades Cavani ut till den napolitanska klubben Napoli. I juni 2010 skrevs ett kontrakt som löpte till 2015 och Cavani tilldelades då tröja nummer 7. Cavani har i sin skräddarsydda roll i tränare Walter Mazzarris tridente tillsammans med Ezequiel Lavezzi och Marek Hamšík varit de stora anledningarna till Napolis framgångar i ligan, och i internationella turneringar, säsongen 2010–2011.
Den 26 augusti 2010 gjorde Cavani bägge målen mot den svenska klubben IF Elfsborg, som gjorde att Napoli lyckades kvalificera sig till huvudspelet i Uefa Europa League 2010–2011.
Efter att ha gjort sitt fjärde hattrick under en säsong i mötet mot Lazio den 3 april 2011, blev han den spelare med flest gjorda mål under en säsong för Napoli, med 26 gjorda mål. Den 26 maj 2011, i förlustmatchen mot Lecce (slutade 2-1), fick Cavani ett rött kort efter att ha samlat på sig två gula. Cavani applåderade sarkastiskt till huvuddomaren och fick därmed en två matcher lång avstängning för osportsligt uppträdande. Detta gjorde att säsongen var slut för Cavani då det återstod två matcher av säsongen. Skytteligan (Capocannoniere) vanns därmed av Udinese-spelaren Antonio Di Natale som lyckades göra 28 mål.

#### 2012–2013
Efter att ha gjort 29 mål på 34 matcher i ligan blev Cavani den tredje uruguayanen som blev meste målskytt i Serie A. Tidigare hade enbart Diego Maradona vunnit utmärkelsen i Napolis lagdress. Cavani blev den fjärde spelaren i Napolis historia som hade gjort fler än 100 mål för laget. Detta gjorde han på tre säsonger, vilket var hälften så lång tid som den näst snabbaste spelaren (Antonio Vojak, 103 mål på sex säsonger).

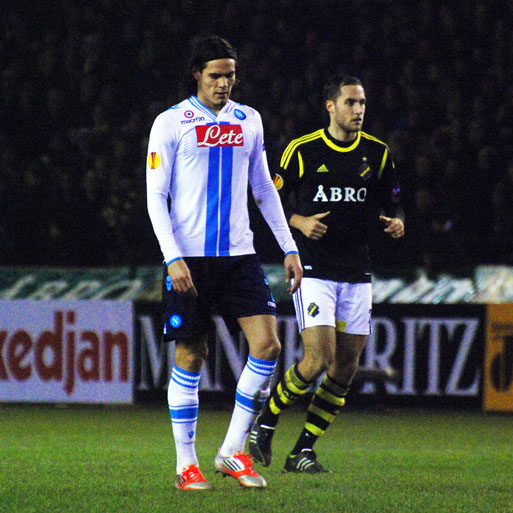
Cavani under en Europa League-match mot AIK på Råsunda, 22 november 2012.

### Paris Saint-Germain

#### 2013–2014
Den 16 juli 2013 skrev Cavani ett kontrakt med det franska Ligue 1-laget Paris Saint-Germain. Övergången blev då den franska ligans dyraste övergång, då Paris Saint-Germain betalade utköpsklausulen på 64 miljoner euro. Debuten för Paris SG kom den 9 augusti då Cavani byttes in i den 72:a minuten och spelade resten av matchen. Denna match var också den första tillsammans med Zlatan Ibrahimović, båda var dock mållösa då slutsignalen gick.
I april 2017 förlängde han sitt kontrakt i Paris Saint-Germain fram till sommaren 2020.

### Manchester United
Den 5 oktober 2020 värvades Cavani av Manchester United, där han skrev på ett ettårskontrakt med option på ytterligare ett år. När värvningen till Manchester United skedde stod anfallaren utan kontrakt och därför blev värvningen relativt enkel för storklubben att genomföra.
Hans första mål för Manchester United blev målet i en 3–1-vinst mot Everton, där han gjorde matchens sista mål.

### Valencia
Den 29 augusti 2022 värvades Cavani av Valencia, där han skrev på ett tvåårskontrakt.
Den 29 juli 2023 bekräftade Valencia att Cavani hade lämnat klubben.

### Boca Juniors
Senare under samma dag som Cavani lämnat Valencia, bekräftade den argentinska klubben Boca Juniors att Cavani hade skrivit på ett kontrakt fram till slutet på 2024. I oktober 2024 förlängde han sitt kontrakt med två år.

## Klubbstatistik

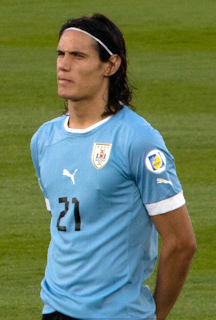
Cavani i landslagsdressen.

| Klubb                                                     | Säsong            | Inhemsk liga      | Inhemsk liga | Inhemsk liga | Nat. täv. | Nat. täv. | Internat. täv. | Internat. täv. | Totalt | Totalt |
| Klubb                                                     | Säsong            | Serie             | SM           | Mål          | SM        | Mål       | SM             | Mål            | SM     | Mål    |
| --------------------------------------------------------- | ----------------- | ----------------- | ------------ | ------------ | --------- | --------- | -------------- | -------------- | ------ | ------ |
| Danubio                                                   | 2005–2006         | 1a División       | 10           | 4            | 5         | 3         | 0              | 0              | 15     | 7      |
| Danubio                                                   | 2006–2007         | 1a División       | 15           | 5            | 0         | 0         | 0              | 0              | 15     | 5      |
| Danubio                                                   | Totalt i klubblag | Totalt i klubblag | 25           | 9            | 5         | 3         | 0              | 0              | 30     | 12     |
| Palermo                                                   | 2006–2007         | Serie A           | 7            | 2            | 0         | 0         | 0              | 0              | 7      | 2      |
| Palermo                                                   | 2007–2008         | Serie A           | 33           | 5            | 2         | 0         | 2              | 0              | 37     | 5      |
| Palermo                                                   | 2008–2009         | Serie A           | 35           | 14           | 1         | 1         | 0              | 0              | 36     | 15     |
| Palermo                                                   | 2009–2010         | Serie A           | 34           | 13           | 3         | 2         | 0              | 0              | 37     | 15     |
| Palermo                                                   | Totalt i klubblag | Totalt i klubblag | 109          | 34           | 6         | 3         | 2              | 0              | 117    | 37     |
| Napoli                                                    | 2010–2011         | Serie A           | 35           | 26           | 2         | 0         | 10             | 7              | 47     | 33     |
| Napoli                                                    | 2011–2012         | Serie A           | 35           | 23           | 5         | 5         | 8              | 5              | 48     | 33     |
| Napoli                                                    | 2012–2013         | Serie A           | 34           | 29           | 1+1       | 1+1       | 7              | 7              | 43     | 38     |
| Napoli                                                    | Totalt i klubblag | Totalt i klubblag | 104          | 78           | 9         | 7         | 25             | 19             | 138    | 104    |
| Paris Saint-Germain                                       | 2013–2014         | Ligue 1           | 30           | 16           | 5         | 5         | 8              | 4              | 43     | 25     |
| Paris Saint-Germain                                       | 2014–2015         | Ligue 1           | 35           | 18           | 8         | 7         | 10             | 6              | 53     | 31     |
| Paris Saint-Germain                                       | 2015–2016         | Ligue 1           | 32           | 19           | 10        | 4         | 10             | 2              | 52     | 25     |
| Paris Saint-Germain                                       | 2016–2017         | Ligue 1           | 36           | 35           | 6         | 6         | 8              | 8              | 50     | 49     |
| Paris Saint-Germain                                       | 2017–2018         | Ligue 1           | 32           | 28           | 7         | 5         | 8              | 7              | 47     | 40     |
| Paris Saint-Germain                                       | 2018–2019         | Ligue 1           | 21           | 18           | 5         | 3         | 7              | 2              | 33     | 23     |
| Paris Saint-Germain                                       | 2019–2020         | Ligue 1           | 14           | 4            | 5         | 2         | 3              | 1              | 22     | 7      |
| Paris Saint-Germain                                       | Totalt i klubblag | Totalt i klubblag | 200          | 138          | 46        | 32        | 54             | 30             | 300    | 200    |
| Antal matcher och mål är korrekt per den 18 november 2019 |                   |                   |              |              |           |           |                |                |        |        |

## Meriter
| Meriter inom klubb- och landslag Uruguay - Copa América: Guldmedaljör 2011 Danubio - Primera División de Uruguay: 2006–2007 Napoli - Coppa Italia: 2011–2012 Paris Saint-Germain - Ligue 1: 2013–2014, 2014–2015, 2015–2016, 2017–2018,[141] 2018–2019 - Coupe de France: 2014–2015, 2015–2016, 2016–2017, 2017–2018 - Coupe de la Ligue: 2013–2014, 2014–2015, 2015–2016, 2016–2017, 2017–2018 - Trophée des Champions: 2014, 2015, 2017, 2019 | Individuella meriter Napoli - Capocannoniere: 2012–2013 |